# Franckovice
Franckovice (deutsch Franzkowitz, 1939–1945 Frankenau) ist eine Ortslage der Gemeinde Racková in Tschechien. Sie liegt sieben Kilometer südöstlich von Holešov und gehört zum Okres Zlín.

## Geographie
Franckovice befindet sich am westlichen Fuße des Wisowitzer Berglandes über der Fryštácká brázda (Freistadtler Senke) im Tal des Baches Racková. Südlich erheben sich der Zadní vrch (423 m), Hřeben (399 m) und die Skála (344 m), im Südwesten der Holý kopec (313 m) sowie im westlich der Hrádek (281 m). Anderthalb Kilometer nördlich des Dorfes entsteht die Schnellstraße R 49.
Nachbarorte sind Horní Lapač und Sovárna im Norden, Kučovanice, Žabárna, Suché, Lukovské und Fryšták im Nordosten, Dolní Ves, Vylanta und Malý Kostelec im Osten, Kostelec, Zlínské Paseky, Kúty, Klábalka, Ostrá Horka und Mladcová im Südosten, Racková im Süden, Strhanec, Opršálka, Hostišová, Mysločovice und Lechotice im Südwesten sowie Žeranovice im Westen.

## Geschichte
Das Dorf Frantiskowitz wurde im Jahre 1793 durch den Besitzer der Herrschaft Holešov, Franz Graf Erdődy, auf den Fluren des herrschaftlichen Hofes Raczkowa angelegt. Seit 1784 sind für Franzkowitz Grundbücher überliefert. Im Jahre 1834 lebten in den 39 Häusern 222 Personen. Bis zur Mitte des 19. Jahrhunderts blieb der Ort nach Holešov untertänig.
Nach der Aufhebung der Patrimonialherrschaften bildete Franckowice / Franzkowitz ab 1850 eine Gemeinde in der Bezirkshauptmannschaft Holešov. 1858 verkauften die Grafen Erdődy ihre Güter in Holešov mit allem Zubehör an die Grafen von Würben. Ab 1885 war der Ortsname Františkovice und ab 1924 Franckovice gebräuchlich. Während der deutschen Besetzung trug das Dorf den deutschen Namen Frankenau. Im Jahre 1949 wurden die Gemeinden Franckovice und Racková zu einer Gemeinde Racková zusammengeschlossen. Franckovice bildet seither den nördlichen Gemeindeteil, beide Ortschaften sind zusammengewachsen.

## Sehenswürdigkeiten
- Kapelle des hl. Florian, errichtet im 19. Jahrhundert in einem Grund am südöstlichen Ortsausgang
- Reste der Feste Žeranovice, westlich des Ortes auf dem Hrádek; sie ist seit 1342 nachweisbar und wurde während der Hussitenkriege zerstört